# Héctor Sánchez Rodríguez
Héctor Sánchez Rodríguez es un veterinario, académico, investigador y consultor chileno, primer superintendente de Isapres de su país.
Se tituló como médico veterinario por la Universidad de Chile en el año 1974. En esta misma casa de estudios alcanzó, en 1977, el grado de magíster en Salud Pública.
Entre 1978 y 1981 fue director técnico del Consejo Nacional para la Alimentación y Nutrición en Chile (Conpan).
Tras el fin de la dictadura militar, en 1990, se incorporó como asesor del Ministerio de Salud, formando parte del equipo que diseñó un plan de modernización y reformas para el sistema de salud del país.
En ese contexto fue impulsor y primer superintendente de Isapres (1990-1993).
Entre 1993 y 1999 se desempeñó como consultor del Banco Mundial para varios proyectos de modernización y reforma de los sistemas de salud en países de América Latina como Costa Rica, México, Brasil, Nicaragua, Argentina.
Fue fundador y director ejecutivo de la Fundación Salud y Futuro, centro de estudios del sector salud en Chile. También fue socio fundador y primer gerente general del holding de centros médicos Integramédica.
Presidió la Asociación Latinoamericana de Sistemas Privados de Salud (Alami).
En el plano académico, impartió clases en programas de postítulo y posgrados en gestión de salud en la Facultad de Economía y Negocios de la Universidad de Chile, en la Universidad Católica y Universidad de los Andes, entre otras casas de estudio. Además, ha sido profesor invitado en Harvard.